# Liolaemus tulkas
Espèce
Statut de conservation UICN

 LC  : Préoccupation mineure
Liolaemus tulkas est une espèce de sauriens de la famille des Liolaemidae.

## Répartition
Cette espèce est endémique de la province de Catamarca en Argentine. On la trouve entre 2 700 et 3 000 m d'altitude.

## Étymologie
Cette espèce est nommée en l'honneur de Tulkas.

## Publication originale
- Quinteros, Abdala, Gómez & Scrocchi, 2008 : Two new species of Liolaemus (Iguania: Liolaemidae) of Central West Argentina. South American Journal of Herpetology, vol. 3, no 2, p. 101-111.